# Emil Blytgen-Petersen
Emil Blytgen-Petersen (26. august 1905 i Bjergene ved Fårevejle Kirkeby – 21. september 1989) var en dansk korrespondent og diplomat. Under Danmarks besættelse var han med base i London en nøgleperson i det illegale pressearbejde.
Han tog mellemskoleeksamen fra Jyderup Realskole 1921 og blev student fra Stenhus Gymnasium 1924, studerede statsvidenskab og blev medarbejder ved Kristeligt Dagblad og Finanstidende; ved Nationaltidende 1932 og var bladets London-redaktør 1935-1945. Under krigen var han således kommentator i BBCs danske udsendelser 1940-45, allieret krigskorrespondent 1944-45 og redaktør af Frit Danmark i London 1940-45. Han var medlem af det danske råd i London og af dettes forretningsudvalg samt leder af informationskontoret. Ved befrielsen blev han chef for Udenrigsministeriets pressebureau 1945. Han har beskrevet besættelsestiden i bøgerne Dansk Krigskorrespondent (1945) og Frie Danske i London (1977).
Efter krigen var han presseattaché ved den danske ambassade i Oslo 1950, i Stockholm 1955, ambassaderåd 1961, gesandt 1964 og ambassadør i Canberra 1967 samt til rådighed for Udenrigsministeriet fra 1972.
Han var medlem af ministeriernes filmudvalg 1945-50, af bestyrelsen for Dansk Kulturfilm 1945-50, af Turistrådet 1945-50, af bestyrelsen for A/S Den nationale Friluftsscene 1945-50, af Komitéen til Udbredelse af Kendskabet til Danmark i Udlandet 1945-50 og af repræsentantskabet for Dansk Reklame-Forening 1945-50. Han var Ridder af Dannebrog, Dannebrogsmand og modtog Christian X's Erindringsmedalje.
Han blev gift 28. august 1945 med Margareta f. Sternat, f. 10/2 1914 i Østrig, datter af generalauditør Theodorich Sternat, Wien (død 1940) og hustru Aurelia f. Sablattnigg (død 1948).